# Ruslands invasion af Ukraine 2022
|  | Denne artikel beskriver en aktuel begivenhed Informationerne kan blive ændret hurtigt, som begivenheden skrider frem. |

Ruslands invasion af Ukraine 2022 er en igangværende krig i Ukraine, der begyndte den 24. februar 2022.
Efter en mangeårig periode med tilkendegivelser af modstand mod NATO's fortsatte udvidelse, kom Rusland i december 2021 med to traktatudkast om bl.a. afståelse af alliancens åben dør-politik i forhold til Ukraine.  I januar 2022 afviste USA og NATO at indgå aftale om dette.  Den 21. februar 2022 anerkendte Rusland folkerepublikkerne Donetsk og Lugansk i Donbas som selvstændige stater.  Den 24. februar 2022 meddelte Ruslands præsident Vladimir Putin, at have modtaget en anmodning om hjælp fra de to folkerepublikker og i denne sammenhæng, at have besluttet at udføre en militæroperation i Ukraine. Ukraines præsident Volodymyr Zelenskyj  annoncerede samme dag militær undtagelsestilstand og generel mobilisering. I Rusland blev der afholdt antikrigsdemonstrationer, og der blev meldt om anholdelser af demonstranter i den forbindelse.  FN's generalforsamling vedtog resolution ES-11/1, hvori militæroperationen fordømmes.
En række primært vestlige lande, med USA i spidsen, udvidede efterfølgende de eksisterende  militære bidrag til Ukraine og de eksisterende sanktioner mod Rusland.
Krigen, sanktioner mm og ageren fra Rusland med støtter, den amerikansk-ledede koalition og neutrale lande, har haft vidtrækkende energimæssige, finansielle og geopolitiske konsekvenser i verden.

## Baggrund
Efter Berlinmurens fald i november 1989, blev en række møder afholdt mellem repræsentanter for bl.a. USA og Sovjetunionen, hvor NATO efter en tysk genforening var blandt mødeemnerne.
I august 1991, efter kuppet i Moskva, erklærede Den Ukrainske Socialistiske Sovjetrepublik uafhængighed fra Sovjetunionen. En folkeafstemning om uafhængigheden blev afholdt den 1. december 1991. Senere i samme måned blev Sovjetunionen formelt opløst. I maj 1992 underskrev en repræsentant for den nye selvstændige stat Ukraine Lissabon-protokollen til START I-traktaten, om bl.a. straks at påbegynde alle nødvendige handlinger for at kunne tiltræde Traktaten om ikke-spredning af kernevåben som ikke-kernevåbenstat.  I december 1994 i forbindelse med at Ukraine tiltrådte Traktaten om ikke-spredning af kernevåben, underskrev lederne af Rusland, Storbritannien, USA og Ukraine "Memorandum on security assurances in connection with Ukraine’s accession to the Treaty on the Non-Proliferation of Nuclear Weapons", hvori de tre førstnævnte lande bl.a. bekræfter deres "commitment" til Ukraine, i overensstemmelse med principperne i Helsingfors-erklæringen, at respektere Ukraines uafhængighed, suverænitet og eksisterende grænser.
I november 1999 underskrev OSCE-landenes stats- og regeringschefer Charter for European Security, hvis ottende artikel lyder:  "Hver deltagende stat har lige ret til sikkerhed. Vi bekræfter den iboende ret for hver enkelt deltagende stat til frit at vælge eller ændre sine sikkerhedsordninger, herunder alliancetraktater, efterhånden som de udvikler sig. Hver stat har også ret til neutralitet. Hver deltagende stat vil respektere alle andres rettigheder i disse henseender. De vil ikke styrke deres sikkerhed på bekostning af andre staters sikkerhed. Inden for OSCE kan ingen stat, gruppe af stater eller organisation have noget fremtrædende ansvar for at opretholde fred og stabilitet i OSCE-området eller kan betragte nogen del af OSCE-området som sin indflydelsessfære."[oversat]
I marts 2004 blev NATO udvidet med  Bulgarien, Estland, Letland, Litauen, Rumænien, Slovakiet og Slovenien,  efter i marts 1999 at være blevet udvidet med Polen, Tjekkiet og Ungarn.
I starten af 2008, under præsident Viktor Yushchenkos og premierminister Yulia Tymoshenkos ledelse, blev NATO anmodet om at tildele Ukraine en "Membership Action Plan".  USA's ambassadør i Rusland berettede den 1. februar 2008 om russisk modstand mod dette i en diplomatisk indberetning, hvori det bl.a. hedder: "5. (C) Ukraine og Georgiens NATO-aspirationer rører ikke kun en rå nerve i Rusland, de afføder alvorlige bekymringer om konsekvenserne for stabiliteten i regionen. Ikke alene opfatter Rusland omringning og bestræbelser på at underminere Ruslands indflydelse i regionen, men det frygter også uforudsigelige og ukontrollerede konsekvenser, som alvorligt vil påvirke russiske sikkerhedsinteresser. Eksperter fortæller os, at Rusland er særligt bekymret over, at de stærke splittelser i Ukraine om NATO-medlemskab, med en stor del af det etnisk-russiske samfund imod medlemskab, kan føre til en større splittelse, der involverer vold eller i værste fald borgerkrig. I så fald ville Rusland skulle beslutte, om det ville gribe ind; en beslutning, Rusland ikke ønsker at stå over for."[oversat]
Den 3. april 2008 erklærede NATO, at "NATO welcomes Ukraine’s and Georgia’s Euro-Atlantic aspirations for membership in NATO. We agreed today that these countries will become members of NATO." I august 2008, efter en periode med optrapning af Georgien-Sydossetien konflikten, angreb Georgien Tskhinvali i Sydossetien, hvilket blev efterfulgt af et fem dage langt russisk angreb på Georgien  og russisk anerkendelse af Sydossetien og Abkhasien som selvstændige stater.
I juli 2010, under præsident Viktor Yanukovychs og premierminister Mykola Azarovs ledelse, vedtog Ukraines parlament ved lov at holde Ukraine ude af enhver militærblok og dermed ude af NATO.  I november 2013, under samme ledelse, suspenderede Ukraines regering forberedelserne til underskrivningen af en associationsaftale med EU.  I de efterfølgende måneder fandt regeringskritiske protester sted på Maidan-pladsen i Ukraines hovedstad, hvor demonstranter og politifolk blev dræbt. Den 17. december 2013 indgik Rusland og Ukraine en aftale om et 15 milliarder dollar stort russisk lån og rabat på russisk gas. I starten af februar 2014 blev en telefonoptagelse lækket, hvori USA's assisterende statssekretær for europæiske og eurasiske anliggender   Victoria Nuland og USA's ambassadør i Ukraine, taler om at få dannet en regering med udgangspunkt i tre ukrainske oppositionspolitikere herunder Arseniy Yatsenyuk.  Den 21. februar 2014 indgik disse tre oppositionspolitikere en bevidnet aftale med præsident Viktor Yanukovych, om bl.a. at søge "en øjeblikkelig afslutning af blodsudgydelser" samt at afholde tidligt præsidentvalg i landet.  Dagen efter erklærede Ukraines parlament, at have besluttet, uden den forfatningspåkrævede rigsretsproces, at fjerne præsident Viktor Yanukovych fra embedet.  Oleksandr Turtjinov blev fungerende præsident og Arseniy Yatsenyuk blev, som ønsket i telefonoptagelsen, premierminister.   Protester og krav om løsrivelse fulgte i den sydlige og østlige del af landet, herunder på Krim og i Donbas.  I marts 2014 erklærede den Autonome Republik Krim og byen Sevastopol uafhængighed fra Ukraine.  Efter en efterfølgende folkeafstemning blev begge ved traktat indlemmet i Den Russiske Føderation.    I april 2014 brød en væbnet konflikt ud mellem ukrainske militærstyrker og russisk-støttede separatistbevægelser i Donbas,  som i perioden fra den 14. april 2014 til den 31. december 2021 af FN er estimeret til at have kostet 14.200-14.400 mennesker livet.
I februar 2019 opsagde USA ensidigt nedrustningsaftalen "Treaty Between the United States of America and the Union of Soviet Socialist Republics on the Elimination of Their Intermediate-Range and Shorter-Range Missiles" (INF-traktaten)  efter i december 2001 at have ensidigt opsagt nedrustningsaftalen "Treaty Between the United States of America and the Union of Soviet Socialist Republics on the Limitation of Anti-Ballistic Missile Systems" (ABM-traktaten).  I januar 2020, i Rigsretssagen mod Donald Trump 2020, forklarede ledende impeachment manager Adam Schiff, baggrunden for USA's finansiering af våben til Ukraine med henvisning til udtalelsen
"the United States aids Ukraine and her people so that we can fight Russia over there and we don't have to fight Russia here."  I juni 2020 blev Ukraine "Enhanced Opportunities Partner" i NATO og i november 2021 medunderskriver af "U.S.-Ukraine Charter on Strategic Partnership".
I december 2021 overbragte Rusland traktatudkastene "Treaty between The United States of America and the Russian Federation on security guarantees" og "Agreement on measures to ensure the security of The Russian Federation and member States of the North Atlantic Treaty Organization"   til henholdsvis USA og NATO. Begge udkast lægger op til at parterne bl.a. aftaler at NATO ikke udvides yderligere og specielt at Ukraine ikke optages i NATO. Den 26. januar 2022 overbragte USA og NATO ikke-offentligt tilgængelige skriftlige svar. Den amerikanske  statssekretær Antony Blinken udmeldte samme dag i forhold til USA's og NATO's position, at "there is no change; there will be no change."
I slutningen af 2021 og starten af 2022 meldte parterne hver især om troppeopbygninger.  Den 19. februar 2022 rapporterede OSCE's særlige monitoreringsmission i Ukraine om et stigende antal våbenhvilebrud i Donbas.
Den 21. februar 2022 anerkendte Rusland folkerepublikkerne Donetsk og Lugansk i Donbas som selvstændige stater.  Den 24. februar 2022 meddelte Ruslands præsident Vladimir Putin: "Jeg anser det for nødvendigt i dag at tale igen om de tragiske begivenheder i Donbass og de vigtigste aspekter af at sikre Ruslands sikkerhed. Jeg vil begynde med, hvad jeg sagde i min tale den 21. februar 2022. Jeg talte om vores største bekymringer og om de grundlæggende trusler, som uansvarlige vestlige politikere skabte for Rusland konsekvent, groft og uhøjtideligt fra år til år. Jeg henviser til NATO's udvidelse mod øst, som flytter sin militære infrastruktur stadig tættere på den russiske grænse.
(...)
Folkerepublikkerne i Donbass har bedt Rusland om hjælp. I denne sammenhæng, i overensstemmelse med artikel 51 (kapitel VII) i FN-pagten, med tilladelse fra Ruslands Føderationsråd, og i henhold til traktaterne om venskab og gensidig bistand med Donetsk Folkerepublik og Lugansk Folkerepublik, ratificeret af Forbundsforsamlingen den 22. februar traf jeg en beslutning om at gennemføre en særlig militær operation. Formålet med denne operation er at beskytte mennesker, som i otte år nu har været udsat for ydmygelse og folkedrab begået af Kiev-regimet. Til dette formål vil vi søge at demilitarisere og denazificere Ukraine, samt at stille dem for retten, der har begået adskillige blodige forbrydelser mod civile, herunder mod borgere i Den Russiske Føderation."[oversat]

## Forløb
Om morgenen den 24. februar 2022 rykkede russisk militær frem på ukrainsk territorium fra nord (inklusive fra Hviderusland), øst og syd. Ukraines præsident Volodymyr Zelenskij meddelte den 25. februar 2022, at 137 ukrainere indtil da var blevet dræbt  ifølge foreløbige tal, samt at "Today we heard from Moscow that they still want to talk. They want to talk about Ukraine's neutral status. (...) Today, I asked the twenty-seven leaders of Europe whether Ukraine will be in NATO."

## Internationale reaktioner

### Nationer

#### Asien
- Afghanistan - Taliban udsendte en erklæring, hvori de udtrykte sin bekymring over krisen i Ukraine og opfordrede til "at løse krisen gennem dialog og fredelige midler".[78]
- Aserbajdsjan -  Præsident Ilham Aliyev har tilbudt at organisere samtaler mellem Ukraine og Rusland. Derudover har Aserbajdsjan sendt humanitær hjælp til Ukraine.[79]
- Kina - Den kinesiske leder og generalsekretær for det kinesiske kommunistparti Xi Jinping talte med den russiske præsident Vladimir Putin den 25. februar, og fortalte at Kina anbefalede Rusland og Ukraine at løse problemet gennem forhandlinger.[80] Kinas FN-ambassadør Zhang Jun sagde, at "Vi mener, at alle lande bør løse internationale konflikter med fredelige midler i overensstemmelse med formålene og principperne i FN-pagten."[81] Den kinesiske regering nægtede at give et "ja/nej" svar på, om den russiske militæroperation er en invasion, men sammenligner den med den amerikanske invasion af Afghanistan i 2001.[82] Kinas udenrigsminister Wang Yi udtalte, at Kina har en klar holdning til respekt for alle landes territoriale integritet og suverænitet, herunder Ukraine.[83] Forskellige statsmedier i Beijing citerede Scholz' beskrivelse af invasionsdagen som "en frygtelig dag for Ukraine og en mørk dag for Europa."[84]
- Indien - Premierminister Narendra Modi appellerede til et øjeblikkeligt standsning af volden i Ukraine i et telefonopkald til Putin den 24. februar. Han udtrykte også bekymring for sikker udrejse og tilbagevenden for 18.000 indiske studerende i Ukraine. Den indiske regering har afholdt sig fra at tage stilling til spørgsmålet.[85]
- Japan - Premierminister Fumio Kishida fordømte Ruslands invasion af Ukraine og meddelte, at det vil samarbejde med USA om yderligere sanktioner mod Rusland.[86]

#### Europa
- Albanien - Albaniens præsident Ilir Meta indkaldte til et nationalt sikkerhedsråd den 24. februar og udsendte en erklæring "jeg vil på det kraftigste fordømme Ruslands militære angreb på Ukraine" som en "uprovokeret og uberettiget eskalering", der "udgør en overtrædelse af international lov.[87]
- Danmark - Statsminister Mette Frederiksen sagde, at det var en "mørk dag for fred i hele verden", mens hun sagde, at hendes regering var klar til at tage imod ukrainske flygtninge.[88]
- Frankrig - Frankrigs præsident Emmanuel Macron sagde, at han havde talt med Putin "for at stoppe kampene og tale med den ukrainske præsident" og krævede "et øjeblikkeligt stop for russiske militæroperationer i Ukraine".[89]
- Island - Premierminister Katrín Jakobsdóttir fordømte Ruslands invasion af Ukraine som "et uacceptabelt brud på international lov."[90]
- Italien - Premierminister Mario Draghi lovede "hvad der end skal til for at genoprette ukrainsk suverænitet", og at det var "umuligt at have en meningsfuld dialog med Moskva", og krævede, at Rusland betingelsesløst trækker sine styrker tilbage til de internationalt etablerede grænser.[91]
- Litauen - Litauen erklærede  undtagelsestilstand.[92]
- Norge - Statsminister Jonas Gahr Støre forsikrede, at Norge "fordømmer Ruslands militære angreb på Ukraine på det kraftigste".
- Portugal - Premierminister António Costa "fordømmer kraftigt den militære handling, som Rusland i dag udløste på ukrainsk jord" i en pressemeddelelse efter et møde med ministeren for udenrigs- og udenrigsanliggender, forsvarsministeren og chefen for generalstaben.[93]
- Sverige -  Statsminister Magdalena Andersson udtalte, at "Sverige fordømmer på det kraftigste Ruslands igangværende invasion af Ukraine. Ruslands handlinger er også et angreb på den europæiske sikkerhedsorden. Det vil blive mødt af en samlet og robust reaktion i solidaritet med Ukraine. Rusland alene er ansvarlig for menneskelig lidelse."[94]
- Storbritannien - Premierminister Boris Johnson udtalte, at han var "rystet over de forfærdelige begivenheder i Ukraine" og fordømte, at "præsident Putin har valgt en vej til blodsudgydelser og ødelæggelse ved at indlede dette uprovokerede angreb".[95]

#### Nordamerika
- Canada - Premierminister Justin Trudeau fordømte "på det stærkeste Ruslands voldsomme angreb på Ukraine".[96]
- Mexico - Mexicos udenrigsminister Marcelo Ebrard udsendte på vegne af præsident Andrés Manuel López Obrador en erklæring på Twitter, hvor han afviste og fordømte den russiske invasion. Han krævede en standsning af fjendtlighederne for at opnå en fredelig løsning.[97]
- USA - Præsident Joe Biden udgav en erklæring, der fordømte den russiske invasion som "uprovokeret og uberettiget" og anklagede Putin for at starte en "overlagt krig, der vil medføre et katastrofalt tab af liv og menneskelig lidelse".[98]

#### Sydamerika
- Brasilien - Præsident Jair Bolsonaro afviste at fordømme den russiske præsident, Vladimir Putins invasion af Ukraine, mens han forlod sin regerings officielle holdning til FN for at sige, at Brasilien ville forblive neutral.[99] Brasilien vil støtte en resolution, der fordømmer Ruslands invasion af Ukraine på et møde i FN's Sikkerhedsråd fredag, fortalte to kilder tæt på forhandlingerne til Reuters. "Vi vil støtte Sikkerhedsrådets resolution, og vi vil fordømme invasionen," sagde en af kilderne, som anmodede om anonymitet. "Rusland brød FN's regler ved at invadere et andet land. Det faktum kan ikke gå uden en fordømmelse", sagde embedsmanden.[100]
- Chile - Præsident Sebastián Piñera sagde, at "Ruslands aggression og krænkelse af Ukraines suverænitet" var i strid med international lov, mens den valgte præsident Gabriel Boric "fordømmer invasionen af Ukraine, krænkelsen af dets suverænitet og den illegitime magtanvendelse".[101][102]

#### Oceanien
- Australien - Premierminister Scott Morrison fordømte invasionen af Ukraine og indførte eksportkontrol og rejseforbud mod Rusland, idet han hævdede, at der skal være en pris for de "uprovokerede, ulovlige, uberettigede, uberettigede angreb og trusler og intimidering, som Rusland har pålagt Ukraine." og bekræftede Australiens "urokkelige forpligtelse til Ukraines suverænitet og territoriale integritet". Morrison foreslog dog, at han ikke forventede, at en autokratisk leder som Putin ville blive afskrækket af australske sanktioner. Som svar på Ruslands påstand om fredsbevarelse, svarede Australien "De er ikke fredsbevarende styrker.[103]
- New Zealand - Premierminister Jacinda Ardern fordømte Ruslands invasion af Ukraine og opfordrede Rusland til øjeblikkeligt at trække sig ud af Ukraine i et forsøg på at undgå et "katastrofalt og meningsløst" tab af menneskeliv. New Zealand har suspenderet diplomatiske engagementer på højt niveau med Rusland og indført rejseforbud og eksportkontrol.[104]

## Militære bidrag til Ukraine
Det amerikanske forsvarsministerium  oplyser, at USA siden 2014 har givet bidrag til Ukraine, med en samlet værdi på mere end 32,4 milliarder dollars, bl.a. i form af træning,  patruljebåde,  droner, ammunition herunder klyngebomber, artillerisystemer, helikoptere, jord-til-luft-missiler og pansrede køretøjer.  Det britiske forsvarsministerium oplyser, at have givet det næststørste samlede bidrag efter USA på i alt 2,3 milliarder pund.
USA's  forsvarsminister Lloyd Austin udmeldte den 25. april 2022, hvad USA's mål er: "We want to see Russia weakened to the degree that it can’t do the kinds of things that it has done in invading Ukraine."

## Video
- Køretur fra Kharkiv, mod hovedstaden Kyiv 24. februar 2022.